# بندانک
بندانک یا سیکورئ سفلی روستایی در دهستان شوسف بخش شوسف شهرستان نهبندان استان خراسان جنوبی ایران است. بر پایه سرشماری عمومی نفوس و مسکن در سال ۱۳۹۰ جمعیت این روستا ۱۴۳ نفر (در ۴۲ خانوار) بوده است.